# Woolrec

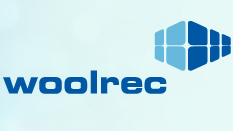
Logo der Woolrec GmbH

Woolrec ist ein ehemaliges Recycling-Unternehmen in Mittelhessen, Deutschland. Es war Auslöser eines überregionalen Umweltskandals. Das Unternehmen sollte nach eigenen Angaben krebserregende Mineralfasern aus altem Dämmmaterial in Woolit, einem ungefährlichen Zusatzstoff für die Ziegelindustrie, verarbeiten. Später stellte sich heraus, dass die angeblichen Produktionsprozesse fingiert waren und der Sondermüll unverändert an die Ziegelindustrie weitergegeben worden war.

## Woolrec-Skandal
Woolrec wurde 2002 im mittelhessischen Tiefenbach mit Fördergeldern des Bundesumweltministeriums in Höhe von 550.000 Euro gegründet. Die Anwohner hatten von Anbeginn Bedenken und protestierten regelmäßig gegen das Unternehmen. Das bei der Produktion durch Vermengung mit Ton und Melasse entstehende Woolit sollte die Festigkeit von Ziegelsteinen verbessern. Wie sich später herausstellte, war das beim Produktionsstart den Behörden präsentierte Woolit gar nicht in den angeblichen Produktionsprozessen entstanden, vielmehr war der Sondermüll durch einen handelsüblichen Fleischwolf gezogen und anschließend mit Gelatine aus dem Supermarkt vermengt worden.
Im Februar 2012 berichtete der Hessische Rundfunk, dass das Fresenius-Institut eine eingereichte Probe Woolit als krebserregend einstufte. Das Produkt wurde u. a. an eine Ziegelei im nordrhein-westfälischen Olfen geliefert, wo ebenfalls krebserregende Stoffe festgestellt wurden, worauf die Produktion im dortigen Betrieb sofort gestoppt wurde. Das Regierungspräsidium Gießen beauftragte zur Bestätigung der Ungefährlichkeit von Woolit einen Gutachter der Justus-Liebig-Universität Gießen, der selbst bei Woolrec beschäftigt ist, und hielt zunächst trotz der Recherchen des Hessischen Rundfunks daran fest. Erst nach heftigen Protesten prüfte das Regierungspräsidium das Woolit genauer und stellte fest, dass es sich bei dem Produkt schlicht um Abfall handelte und eine Weiterverarbeitung, so wie ursprünglich genehmigt, nie erfolgt war. Daraufhin untersagte das Regierungspräsidium die weitere Herstellung von Woolit und stellte die Lieferung an die nordrhein-westfälische Ziegelei als Entsorgungskosten in Höhe von 180.000 Euro in Rechnung, erlaubte dem Unternehmen aber vorerst weiter die Verarbeitung von Mineralfasern.
Nachdem ein Radlader im September 2012 ein Loch in die Außenwand der Produktionshalle riss, legte das Regierungspräsidium Gießen das Unternehmen vorläufig still. Kurz darauf wurde Dioxin in der Region um den Unternehmensstandort gemessen, die Werte in Obst und Gemüse aus dem Ort soll die bisher jemals in Deutschland gemessenen Dioxinwerte um das 10- bis 20-fache überschritten haben. Trotzdem erlaubte das Verwaltungsgericht Gießen einstweilig die Wiederaufnahme des Betriebs. Das Unternehmen verzichtete kurz darauf jedoch freiwillig auf die Wiederaufnahme des Betriebs und legte den Produktionsstandort endgültig still.
Die Staatsanwaltschaft ermittelte gegen den Geschäftsführer von Woolrec sowie den Gutachter wegen unerlaubten Umgangs mit gefährlichen Abfällen. Im Januar 2018 begann vor dem Landgericht Gießen die Hauptverhandlung gegen die beiden Angeklagten. Am 24. Oktober 2019 wurden sie zu hohen Geldstrafen verurteilt. Der Bundesgerichtshof hob am 5. August 2021 beide Urteile auf und verwies den Fall an eine andere Strafkammer des Landgerichts Gießen. Im Fall des Geschäftsführers habe das Gericht den möglichen Eintritt der Verfolgungsverjährung nicht beachtet, im Fall des Gutachters lag eine fehlerhafte Gerichtsbesetzung vor.